# Die Helene Fischer Show

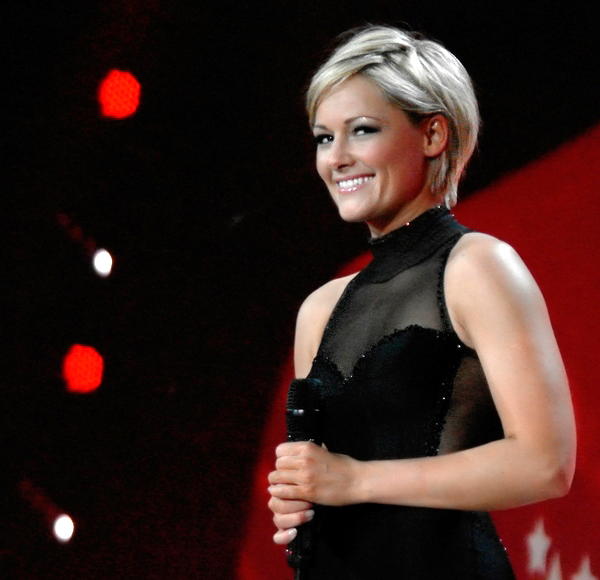
Fischer bei der Aufzeichnung zur ersten Helene Fischer Show (2011)

Die Helene Fischer Show ist eine von Kimmig Entertainment produzierte Fernsehsendung, in der Helene Fischer durch den Abend führt und zusammen mit Gastmusikern den Abend musikalisch und akrobatisch gestaltet. Zwischen 2011 und 2019 sowie erneut seit 2023 wird diese jährlich am ersten Weihnachtsfeiertag um 20:15 Uhr ausgestrahlt.

## Veranstaltung
In ihrer ersten eigenen Fernsehshow gibt Fischer vor, sich viele ihrer eigenen Wünsche zu erfüllen. Den Zuschauern zeigt sie sich von vielen unterschiedlichen Seiten, z. B. als Teil einer Zauberperformance, als Akrobatin, als Solistin eines Tanzensembles, oder sie singt zusammen mit vielen nationalen und internationalen Gästen Duette.

## Besonderheiten
Der am 21. Dezember 2014 verstorbene Udo Jürgens hatte in der Helene Fischer Show seinen letzten Fernsehauftritt. Er sang mit Fischer ein Duett und starb zehn Tage nach der TV-Aufzeichnung, die am 11. und 12. Dezember stattfand.
Die zehnte Folge, die am 25. Dezember 2020 ausgestrahlt werden sollte, musste aufgrund der COVID-19-Pandemie abgesagt werden. Stattdessen wurde ein dreistündiger Zusammenschnitt der bisherigen neun Shows unter dem Titel Meine schönsten Momente gezeigt. In den folgenden beiden Jahren wurde die Show ebenfalls abgesagt.

## Übersicht
| Nr.     | Ausstrahlung  | Halle            | Ort        | Fernseh- sender | Gäste |
| ------- | ------------- | ---------------- | ---------- | --- | --- |
| 01      | 25. Dez. 2011 | Velodrom         | Berlin     | | Adoro, Andrea Berg, Michael Bolton, Ernie & Bert, Die Höhner, Peter Maffay, Semino Rossi, Wolfgang & Anneliese |
| 02      | 25. Dez. 2012 | Velodrom         | Berlin     | Alive, Buranowski Babuschki, Al Bano, Andrea Bocelli, Nino de Angelo, Dundu, Elisabeth, Andreas Gabalier, David Garrett, Harlem Gospel Singers, Linda Hesse, Ricky Kam, Loreen, Santiano, Unheilig | |
| 03      | 25. Dez. 2013 | Velodrom         | Berlin     | | Momix Botanica, Howard Carpendale, Beatrice Egli, Chelsea Fontenel, Gefährten, Ice Age Live!, Il Divo, Kolja Kleeberg, Peter Kraus, Leona Lewis, Nelson Müller, Max Raabe, The Red Army Choir, Alfons Schuhbeck, Lindsey Stirling, Sunrise Avenue, Swinging Poles, Tarzan & Vincent Niclo, Otto Waalkes |
| 04      | 25. Dez. 2014 | Velodrom         | Berlin     | Pasquale Aleardi, Donald Bäcker, Maxi Biewer, Andreas Bourani, Chicago, Elton, Sascha Grammel, Christian Häckl, Herrenbesuch, Udo Jürgens, Jonas Kaufmann, Mark Keller, Adam Lambert & Queen, Peter Maffay, Miriam Pede, Julian Rachlin, Rocky, Cristina Scuccia, Shrek, StickStoff, Leon Taylor, Take That, Gunther Tiersch, Maria Voskania      | |
| 05      | 25. Dez. 2015 | Velodrom         | Berlin     | Bryan Adams, Andrea Bocelli, The BossHoss, Mark Forster, Andreas Gabalier, David Garrett, Rea Garvey, Il Volo, Irish Celtic, Mike Krüger, Liebe stirbt nie, Lena Meyer-Landrut, Mozart!, Oonagh, Pur, Flavio Rizzello, Sinatra & Friends | |
| 06      | 25. Dez. 2016 | Messe Düsseldorf | Düsseldorf | Tim Bendzko, Grace Capristo, Falco – Das Musical, Rainhard Fendrich, Tom Jones, Roland Kaiser, Mark Keller, Klubbb3, Horst Lichter, Gregor Meyle, Olly Murs, Naturally 7, Melanie Oesch, Mary Poppins, Gregory Porter, Priscilla Presley, Bill Ramsey, Martin Reinl, Lina Larissa Strahl, Symphoniacs, Kölner Symphoniker                         | |
| 07      | 25. Dez. 2017 | Messe Düsseldorf | Düsseldorf | The Baseballs, James Blunt, Clare Bowen, Alex Christensen, Diavolo, Charles Esten, Ghost – Das Musical, Max Giesinger, Sascha Grammel, Die Höhner, The Kelly Family, Alexander Klaws, Vanessa Mai, Gianna Nannini, Santiano, Barbara Schöneberger, Matthias Schweighöfer, Seven, Stephanie Stumph, Celine Tam, Tanz der Vampire                   | |
| 08      | 25. Dez. 2018 | Messe Düsseldorf | Düsseldorf | Alpha Blondy, Eli, Farid, Paola Felix, Florian David Fitz, Luis Fonsi, Stefan Gwildis, Luca Hänni, HandsUp, Maite Kelly, Philias Martinek, Michelle, Kerstin Ott, Eros Ramazzotti, Ina Regen, Martin Schneider, Olaf Schubert, Kiefer Sutherland, Ben Zucker, Zurcaroh                                                                            | |
| 09      | 25. Dez. 2019 | Messe Düsseldorf | Düsseldorf | Berlin Berlin, Howard Carpendale, Nick Carter, Bülent Ceylan, Crossed Swords Pipes & Drums, Engelbert, Mark Forster, Andreas Gabalier, Thomas Gottschalk, Gregorian, Josh Groban, Martina Hill, Heinz Hoenig, Michelle Hunziker, Roland Kaiser, Mark Keller, Mayyas, My Fair Lady, Oonagh, Die Päpstin – Das Musical, Freya Ridings, Ralf Schmitz | |
| Best of | 25. Dez. 2020 | Messe Düsseldorf | Düsseldorf | Aufgrund der COVID-19-Pandemie abgesagt; stattdessen wurde eine Best-of-Ausgabe der bisherigen neun Shows unter dem Titel Meine schönsten Momente ausgestrahlt. | |
| 10      | 25. Dez. 2023 | Messe Düsseldorf | Düsseldorf | Vanessa Amorosi, Tom Beck, Shirin David, Beatrice Egli, The Freaks, Gossip, Riccardo Greco, Il Volo, Emma Kok, Claudia Koreck, Pascal Kravetz, Loreen, Kristina Love, Olivia Lynes, Peter Maffay, Tetje Mierendorf, Moulin Rouge!, Melissa Naschenweng, Nena, Emeli Sandé, Simple Minds, Dave Stewart, Tahnee, Twenty4tim, Ben Zucker, Zurcaroh   | |
| 11      | 25. Dez. 2024 | Messe Düsseldorf | Düsseldorf | Alina, Ayliva, Nino de Angelo, Billy Elliot, Davina Michelle, David Garrett, Gregor Hägele, Hercules, Maite Kelly, Hape Kerkeling, Michael Kessler, Reinhard Mey, Emilio Piano, Marianne Rosenberg, André Schnura, Florian Silbereisen, Álvaro Soler, Irina Titova, Robbie Williams, Urban Theory, Giovanni Zarrella                              | |

## Einschaltquoten
| Nr.     | Ausstrahlung  | Reichweite           | Reichweite            | Marktanteil          | Marktanteil           | Beleg  |
| Nr.     | Ausstrahlung  | Zuschauer ab 3 Jahre | Zuschauer 14–49 Jahre | Zuschauer ab 3 Jahre | Zuschauer 14–49 Jahre | Beleg  |
| 01      | 25. Dez. 2011 | 5,05 Mio.            | 0,89 Mio.             | 15,6 %               | 06,8 %                | [ 5 ]  |
| 02      | 25. Dez. 2012 | 5,39 Mio.            | 0,97 Mio.             | 17,9 %               | 08,4 %                | [ 6 ]  |
| 03      | 25. Dez. 2013 | 4,92 Mio.            | 1,14 Mio.             | 16,2 %               | 09,5 %                | [ 7 ]  |
| 04      | 25. Dez. 2014 | 6,56 Mio.            | 1,69 Mio.             | 21,4 %               | 14,7 %                | [ 8 ]  |
| 05      | 25. Dez. 2015 | 5,64 Mio.            | 1,40 Mio.             | 19,2 %               | 13,0 %                | [ 9 ]  |
| 06      | 25. Dez. 2016 | 5,95 Mio.            | 1,42 Mio.             | 19,2 %               | 12,6 %                | [ 10 ] |
| 07      | 25. Dez. 2017 | 5,90 Mio.            | 1,64 Mio.             | 19,3 %               | 15,8 %                | [ 11 ] |
| 08      | 25. Dez. 2018 | 5,73 Mio.            | 1,55 Mio.             | 19,5 %               | 16,5 %                | [ 12 ] |
| 09      | 25. Dez. 2019 | 5,92 Mio.            | 1,61 Mio.             | 20,4 %               | 18,0 %                | [ 13 ] |
| Best of | 25. Dez. 2020 | 4,27 Mio.            | 1,03 Mio.             | 14,5 %               | 12,6 %                | [ 14 ] |
| 10      | 25. Dez. 2023 | 5,02 Mio.            | 1,16 Mio.             | 20,7 %               | 21,2 %                | [ 15 ] |
| 11      | 25. Dez. 2024 | 3,61 Mio.            | 0,72 Mio.             | 16,1 %               | 15,0 %                | [ 16 ] |

## Auszeichnungen
- 2015: Bayerischer Fernsehpreis
- 2020: Goldene Henne in der Kategorie Entertainment
- 2024: Ticketmaster Award in der Kategorie Musical/Show des Jahres[17]

## Kontroverse
Die ersten zwei Folgen der Helene Fischer Show wurden vom Mitteldeutschen Rundfunk (MDR) produziert und als Erstausstrahlung im Ersten gesendet. Nach zwei erfolgreichen Shows mit steigenden Quoten beendete Fischer im März 2013 die Zusammenarbeit mit dem MDR. Angeblich soll es Verstimmungen zwischen ihr und dem MDR gegeben haben, nachdem der Sender einen Bericht über die Ermittlungen gegen Fischers Manager im Zuge des MDR-Skandals (der Manager soll dem MDR-Unterhaltungschef ab 2007 insgesamt rund 40.000 Euro Schmiergeld gezahlt haben, um Fischer in Sendungen des MDR zu platzieren) ausgestrahlt hatte. Zwar gab es gegen Fischer persönlich keinen Verdacht, die Autoren zeigten jedoch auch Bilder von ihr und bemängelten, der MDR habe die Zusammenarbeit mit ihr ganz unverblümt bejubelt. Fischer wechselte zum ZDF.

## Rezeption
„Summa summarum ein rund dreistündiger K.-o.-Cocktail für das Gehirn, bestehend aus Schlagerparty, Nummernrevue und Zirkusvorstellung, wobei das aufgefahrene Brimborium kaum darüber hinwegtäuschen kann, dass Helene Fischer ihre Perfektion vor allem in den Disziplinen Dösbackigkeit, Gefühlsduselei und Harmlosigkeit zelebriert.“

Stefan Niggemeier sieht in der Frankfurter Allgemeinen Zeitung die Helene Fischer Show in der „Tradition“ der Peter-Alexander-Show und stellt fest, dass „Aufwand und Inszenierung in einem erstaunlichen Verhältnis zur Schlichtheit vieler Melodien und Texte“ stünden.